# 覆瓦背叶虫
覆瓦背叶虫（学名：Notophyllum imbricatum）为叶须虫科背叶虫属的动物。分布于日本海、阿拉斯加、千岛群岛、科曼得斯基群岛、温哥华、加利福尼亚、新西兰，包括黄海等海域，主要栖息在砾石或卵石海底以及水深0-75m。